# Opius guanabarensis
Opius guanabarensis är en stekelart som beskrevs av Fischer 1968. Opius guanabarensis ingår i släktet Opius och familjen bracksteklar. Inga underarter finns listade i Catalogue of Life.